# Escuela Técnica Superior de Arquitectura de Sevilla
La Escuela Técnica Superior de Arquitectura de Sevilla (cuyo acrónimo es ETSAS) es la escuela de arquitectura de la  Universidad de Sevilla (España). 

## Objetivos
Prepara y expide el título de Arquitecto, así como doctorados y diversos másteres de postgrado. Esta escuela se creó en 1960 y fue diseñada para albergar a unos mil estudiantes. Su primer director fue Alberto Balbontín de Orta. Hoy, después de numerosas transformaciones y ampliaciones parciales, aloja a más de cuatro mil. Es la mayor escuela de arquitectura de Andalucía y la segunda mayor de España tras la Escuela Técnica Superior de Arquitectura de Madrid. También es la tercera más antigua del país, tras las ETSA de Madrid y Barcelona. El centro está situado en la Avenida Reina Mercedes, 2, en una zona universitaria de Sevilla conocida por el nombre de la avenida, campus Reina Mercedes.
Una de las actividades culturales más interesantes realizadas en esta escuela es la Semana Cultural, entre los dos cuatrimestres del curso académico, realizada por los estudiantes para los estudiantes.